# Almir Zalihić
Almir Zalihić se je rodil leta 1960 v Mostarju. Diplomiral je iz literature. Od leta 1980 je objavljal poezijo, prozo, esejist in literarno kritiko v revijah in revijah. Ukvarja se z antologijo. Predstavljena je v antologijah, branju knjig, panoram in izbirah literarnega dela. Uredil je in pripravil na ducate knjig drugih avtorjev. Živi v Sarajevu. Je glavni urednik založbe Zalihica. Bil je glavni urednik revije Life in revije Mak. Je član Društva pisateljev BiH.
Objavljene knjige:
Suhi žig. Priče. Leta 1989.
Premaknjen obraz. Poezija. Leta 1993.
Osenčeni obraz in druge pesmi. Poezija. Leta 1994.
Antologija sodobne književnosti Bošnjakov iz Sandžaka (skupaj z Nućom Sadikovićem). 1998
Poglej noter. Eseji. V letu 1999.
Osenčeni obraz in druge pesmi. Poezija. 2000.
Antologija sodobne poezije Bošnjakov iz Sandžaka, 2000
Zbornik sodobne poezije sandžačkih Bošnjakov (II. Izdaja) 2001
Skoraj navadna smrt. Roman. 2002.
Družinski album. Poezija za otroke in mladino, 2003
Slovar dvoma. Poezija, 2005.
Uravnoteženi lordi / Zbornik sodobne proze Bošnjakov iz Ljubljane. 2006
Ali imajo zvezde svojo domovino. Priče. 2007.
Jaz sem brez misli. Esej, kritičen. 2010.
Lucida Calligaphy. Poezija. 2010.
Polovica dragocene svetlobe. Poezija. 2011.
Kamera obscura. Poezija. 2012.
Poetika zlomljenih podrobnosti Amir Brke. Študija. 2016.
Pearl Medicine. Otroška knjiga. 2017.
Poetika zlomljenih podrobnosti Amir Brke. Študija / druga dopolnjena izdaja / 2018
Učbeniki: Čitanka za 6. razred osnovne šole (skupaj z Željkom Grahovcem). Sarajevo 2003, 2.izd. 2004.